# Estação Agrícola Oriental
A Estação Agrícola Oriental é uma das estações do Metrô da Cidade do México, situada na Cidade do México, entre a Estação Pantitlán e a Estação Canal de San Juan. Administrada pelo Sistema de Transporte Colectivo, faz parte da Linha A.
Foi inaugurada em 12 de agosto de 1991. Localiza-se no cruzamento do Estrada Ignacio Zaragoza com o Eixo 5 Oriente e a Rua 1. Atende o bairro Agrícola Oriental, situado na demarcação territorial de Iztacalco. A estação registrou um movimento de 3.626.499 passageiros em 2016.